# Kamevéda
Kamevéda je metodika výchovy dítěte v rodině. Název je odvozen od původního obecného označení – komplexní multirozvojová výchova dětí. Zakladatelem Kamevédy je JUDr. Pavel Zacha, který v roce 1996 sestavil základní prvky této výchovy do kompletního systému. V roce 2016 byl také založen spolek Kamevéda, s jehož pomocí dochází k akceleraci rozvoje tohoto nového výchovného směru.  

## Podstata Kamevédy
Kamevéda je metodika výchovy, která se soustřeďuje na komplexní rozvoj dítěte hned po jeho narození. Je založena na vyváženém poměru intelektuální a pohybové výchovy a na výchovném působení jeden na jednoho (rodič – dítě) především v období předškolního věku.
Pro Kamevédu je typické plynulé přecházení z pohybové činnosti do oblasti intelektuální a zpět s tím, že dítě si hraje, spontánně se zábavnou formou učí a je neustále aktivní s využitím promyšlené režie rodičů prakticky po celý den. Otec či matka vytváří podněty, ale nechají dítě spontánně tvořit a rozvíjet se.[zdroj⁠?!]

## Profesionální rodičovství
Popsaný proces vyžaduje částečnou redukci pobytu takto vedených dětí v předškolních a školních zařízeních.[zdroj⁠?!] Rodiče sledují pozorně preference a silné stránky, aby nakonec v nejvhodnější moment společně vybrali směr, který bude z hlediska individuální specifikace dítěte a jeho osobnosti tím ideálním pro další úspěšnou kariéru. Jedním ze základním nosných prvků bez ohledu na zvolený obor je také časná výuka cizích jazyků.[zdroj⁠?!]
Ke svému naplnění Kamevéda vyžaduje jakousi vrcholovou formu profesionálního rodičovství, kdy dítě je v hierarchii rodiny posunuto  v žebříčku hodnot a pozornosti na absolutně první místo.[zdroj⁠?!] Rodiče se mu zvlášť ve věku do šesti let věnují mnoho hodin denně na plný úvazek.[zdroj⁠?!]

## Smysl komplexní výchovy
Smyslem této výchovy je prožití šťastného dětství a spolu s ním i akcelerované komplexní učení. Cílem je vybudování mohutného všestranného základu, z něhož by mělo dítě později vycházet. Ideálním výsledkem Kamevédy je potom úspěšná kariéra ve vybrané oblasti sportovních odvětví, uměleckých oborů, vědy či jiných sfér.

## Kontroverze
Ačkoli je Kamevéda některými lidmi považována za kontroverzní výchovu, která spočívá v obětování se rodičů ve prospěch dítěte a jeho (nejistou) kariéru, má už své první výsledky: její zakladatel JUDr. Pavel Zacha pomocí ní vychoval (společně s manželkou Ilonou) úspěšného hokejistu Pavla Zachu, 6. hráče draftu NHL 2015.
Sociolog Vojtěch Ondráček systém Kamevédy kritizoval pro jeho jednostrannost: „Podstatou je zaměření se na individuální úspěch bez veřejných institucí a konkurenční boj na úkor ostatních. Sport zde slouží jako výtah do nejvyšších pater společnosti. Zachovo zaměření pouze na sport odráží široce sdílenou představu o sportu jako místu závratného bohatství a populárního spektáklu, v němž se ti nejúspěšnější stávají uctívanými bohy. Idea sportu jako volnočasové činnosti, která nabízí utužování kolektivního ducha a drží se zásady o nedůležitosti vítězství, bere v současné komerční podobě za své.“